# Rain on Me
«Rain on Me» — песня, записанная американскими певицами Леди Гагой и Арианой Гранде. Она была выпущена 22 мая 2020 года как второй сингл с шестого студийного альбома Леди Гаги Chromatica.
Сингл дебютировал на первом месте американского хит-парада Billboard Hot 100, став для Гаги пятым, а для Гранде четвёртым чарттоппером, сразу попавшим на вершину чарта, а также первой женской коллаборацией, дебютировавшей на № 1 в Hot 100. Также песня получила премию «Грэмми» в номинации «Лучшее поп-исполнение дуэтом или группой».

## История
«Rain on Me» была впервые упомянута Гагой в интервью для журнала Paper от 16 марта 2020 года. Песня, об участии в которой Гранде было еще неизвестно, была описана как «монстр танцевальной мелодии, но её послание о том, что вы подвергаетесь опустошению — безупречному крику на танцполе во время „празднования всех слез“». Гага рассказала, что она сотрудничала с «коллегой поп-звездой, которая также пережила огромную травму, находясь на публике», и углубилась в вопрос о происхождении их совместной песни: «Я сидела рядом с ней, и мы разговаривали о нашей жизни. Это был разговор двух женщин о том, как продолжать идти и быть благодарными за то, что ты делаешь». Песня, как выяснилось, вдохновлена похожими травмами, которые испытывали певицы, в том числе Терактом в Манчестере в 2017 году, произошедшего в конце манчестерского шоу певицы в рамках Dangerous Woman Tour 22 мая 2017 года. По совпадению, песня будет выпущена ровно через три года после трагедии.

## Релиз
15 мая 2020 года Леди Гага и Ариана Гранде выложили изображение обложки сингла в сетях Instagram и Twitter, сообщив, что выход песни пройдёт неделю спустя. Реклама песни также шла через Amazon Music.

## Музыка
«Rain on Me» звучит в стиле музыки 1990-х годов, включает элементы таких музыкальных стилей и направлений как данс-поп, диско, хаус и электропоп, а также французский хаус, техно и электронная музыка. Лирически песня о том, как «пережить трудности, исцелиться и обрести красоту в боли, горе и жизни». Песня содержит сэмплы из трека «All This Love That I’m Giving» американской певицы Гвен Макри, который также был засэмплирован в сингле «Feeling for You» французского дуэта Cassius. Трек открывается хаус-басом и громоподобной перкуссией и включает вокальное исполнение в стиле хаус-поп-музыки середины 1990-х годов. «Rain on Me» исполняется в минорной тональности до-диез минор, с ритмом 123 удара в минуту. Вокальный диапазон Гаги и Гранде простирается от низкой ноты G♯3 до высокой ноты Си (нота).

## Концертные выступления
30 августа 2020 года дуэт впервые исполнили песню на церемонии 2020 MTV Video Music Awards.
Также песня была исполнена во время концертного тура The Chromatica Ball. На концерте в Лос-Анджелесе, который был записан для неизвестного проекта, во время заключительной части песни «Rain on Me» над стадионом Доджер-стэдиум взорвался фейерверк.

## Отзывы
Композиция, в целом, была одобрительно встречена музыкальными экспертами и обозревателями. Среди них
Адам Уайт из газеты The Independent (давший четыре из пяти звезд своего рейтинга и сказавший, что песня дала «три минуты эйфорической мелодрамы» и «театральный и восстанавливающий финальный триумф»), Джои Нолфи из еженедельника Entertainment Weekly (песня «поднимает фанатов на звуковые небеса»), Микале Вуд из газеты Los Angeles Times, Алтея Легапси из журнала Rolling Stone (которая назвала песню «омолаживающей», несмотря на сопровождающий весь клип метафору плохой погоды), Дейв Куинн из журнала People (подчеркнул, что «Гранде использует её фирменные октавы высоких нот» и «уверенный голос Гаги», который «звучит эхом по всему треку, когда она поет „Rain on me“ и „Hands up to the sky/I’ll be your galaxy“»), Куинн Морелэнд из сетевого издания Pitchfork (оценивший трек «клубным хитом ранней хаус-поп-музыки 90-х», который «черпает силу у двух женщин, соединяющихся на эмоциональном уровне»), Крейг Дженкинс из журнала New York (похвалил вокальные качества исполнительниц и общую ритмику трека и предвидит, что песня станет успешной, потому что «в ней есть качества, характерные для будущего хита»), Рания Анифтос из журнала Billboard (считает, что «песня демонстрирует бесподобный вокал Арианы Гранде и Леди Гага»). В своём восторженном обзоре Бренден Ветмор из Paper описал песню как «классическую поп-музыку с грохотом гитарных струн, прекрасным вокалом и запоминающимися танцевальными элементами». Алекса Кэмп из журнала Slant Magazine в своих оценках не была столь полна энтузиазма, хотя и поставила «Rain on Me» выше прошлого хита «Stupid Love», и высказала мнение, что это «танцевальная поп-мелодия, наполненная стилем хаус» с «чрезмерным вокалом». Мэтт Мелис из издания Consequence of Sound написал, что «у Гаги и Гранде есть отменные голосовые связки, которых хватает намного», и назвал это их «особенной чертой» («dynamite feature»). Он также подумал, что «это релиз, который нам всем понадобится как минимум ещё пару десятков раз во время этой пандемии» из-за его воодушевляющего послания: «Независимо от того, насколько сильным будет шторм, мы будем терпеть и, возможно, выйдем немного чище с другой стороны от боли».

### Итоговые списки
| Публикации              | Список                                  | Ранг | Прим.  |
| ----------------------- | --------------------------------------- | ---- | ------ |
| American Songwriter     | The 20 Best Songs of 2020               | н/д  | [ 40 ] |
| Apple Music             | The 100 Best Songs of 2020              | н/д  | [ 41 ] |
| BBC                     | The Best Songs of 2020                  | н/д  | [ 42 ] |
| Billboard               | The 100 Best Songs of 2020              | 1    | [ 43 ] |
| Billboard               | The 30 Best Pop Songs of 2020           | н/д  | [ 44 ] |
| Clash                   | 25 Tracks That Defined 2020             | н/д  | [ 45 ] |
| Cleveland.com           | The 25 Best Songs of 2020               | 9    | [ 46 ] |
| Consequence of Sound    | Top 50 Songs of 2020                    | 39   | [ 47 ] |
| Crack Magazine          | The Top 25 Tracks of the Year           | 22   | [ 48 ] |
| DIY                     | Best Tracks of 2020                     | 7    | [ 49 ] |
| E! News                 | The 20 Best Songs of 2020               | н/д  | [ 50 ] |
| Earmilk                 | Best Pop Songs of 2020                  | н/д  | [ 51 ] |
| The Fader               | The 100 Best Songs of 2020              | 87   | [ 52 ] |
| Gay Times               | The 20 Best Songs of 2020               | н/д  | [ 53 ] |
| Glamour                 | The 63 Best Songs of 2020               | н/д  | [ 54 ] |
| The Guardian            | The 20 Best Songs of 2020               | 1    | [ 55 ] |
| Harper's Bazaar         | The Best Songs of 2020                  | н/д  | [ 56 ] |
| i-D                     | Best Songs of 2020                      | н/д  | [ 57 ] |
| Insider                 | The 30 Best Songs of 2020               | 7    | [ 58 ] |
| The Line of Best Fit    | The Best Songs of 2020                  | 29   | [ 59 ] |
| Los Angeles Times       | The 50 Best Songs of 2020               | н/д  | [ 60 ] |
| The New York Times      | Lindsay Zoladz’s Best Songs of 2020     | 5    | [ 61 ] |
| NME                     | The 50 Best Songs of 2020               | 20   | [ 62 ] |
| Nylon                   | Maria Bobila’s Top Songs of 2020        | н/д  | [ 63 ] |
| Official Charts Company | Helen Ainsley’s Favourite Song of 2020  | 1    | [ 64 ] |
| Pitchfork               | The 100 Best Songs of 2020              | 11   | [ 65 ] |
| Refinery29              | The 29 Best Songs of 2020               | н/д  | [ 66 ] |
| Rolling Stone           | The Best Pop Collaborations of 2020     | н/д  | [ 67 ] |
| Slate                   | Chris Molanphy’s Top 20 Singles of 2020 | 2    | [ 68 ] |
| Stereogum               | The Top 40 Pop Songs of 2020            | 1    | [ 69 ] |
| Uproxx                  | The Best Songs of 2020                  | 18   | [ 70 ] |
| Vogue                   | The 29 Best Songs of 2020               | н/д  | [ 71 ] |
| Vulture                 | The Best Songs of 2020                  | 10   | [ 72 ] |
| Vulture                 | The Best Dance and Disco Songs of 2020  | н/д  | [ 73 ] |
| The Wall Street Journal | The Best Music of 2020                  | н/д  | [ 74 ] |

## Коммерческий успех
Сингл «Rain On Me» дебютировал на первом месте американского хит-парада Billboard Hot 100, став для Гаги пятым, а для Гранде четвёртым чарттоппером, сразу попавшим на вершину чарта, а также первой женской коллаборацией, дебютировавшей на № 1 в Hot 100. Песня «Rain On Me» стала вторым для Гаги дебютом на первой позиции, вслед за «Born This Way», сделав её четвёртой женщиной с более чем двумя дебютами на первом месте, после Мэрайи Кэри, Бритни Спирс и Арианы Гранде, а также седьмой в целом с учётом Дрейка, Джастина Бибера и Трэвиса Скотта. Гага также стала третьим музыкантом в истории после Кэри и Бейонсе, имеющим чарттопперы Hot 100 все три последних десятилетия (2000-е, 2010-е и 2020-е). Гранде поставила исторический рекорд, она стала первым в истории музыкантом, у которого все первые четыре лидера чарта сразу дебютировали на вершине; ранее это были «Thank U Next» (7 недель на № 1, ноябрь 2018), «7 Rings» (8, февраль 2019) и «Stuck with You» (1, май 2020). Она опередила Бибера, Кэри и Дрейка, у которых по три дебюта на первом месте.
18 июля сингл возглавил танцевальный чарт Dance/Mix Show Airplay, став там 3-м чарттоппером для Гранде и 4-м для Гаги. Ранее Гранде лидировала в этом чарте с «Love Me Harder» (с The Weeknd; три недели № 1, 2015) и «Break Free» (с Zedd; три недели № 1, 2014). Леди Гага ранее лидировала в этом чарте с «Born This Way» (одна неделя № 1 в апреле 2011), «Bad Romance» (одна неделя № 1, 2010) и «Poker Face» (15 недель, 2009). Ранее трек «Rain on Me» также возглавлял чарты Dance/Electronic Songs и Dance/Electronic Streaming Songs (по две недели каждый, 6 и 13 июня 2020) и Dance/Electronic Digital Song Sales (три недели, 6, 20 и 27 июня).
В Великобритании в первые несколько дней после релиза песня лидировала в предварительных данных по цифровым загрузкам и стриминговым просмотрам, что приближает сингл к дебюту на первом месте в британском официальном хит-параде синглов UK Singles Chart. Что в итоге и произошло. Песня с тиражом 70000 копий дебютировала на первом месте в британском хит-параде UK Singles Chart, став шестым чарттоппером и для Гранде и для Гаги. Они показали лучший стриминговый результат для любого женского дуэта (8,1 млн за семь дней) в Великобритании. Для Гаги это первый дебют на вершине в Великобритании. Гага и Гранде по числу своих британских чарттопперов догнали Бритни Спирс и Rod Stewart.

## Музыкальное видео

### История и производство
Музыкальное видео для «Rain on Me» было снято в феврале 2020 года в Лос-Анджелесе, незадолго до введения в штате Калифорния карантинных мер в связи пандемией коронавируса.
Наряды, которые носили Гага и Гранде, были разработаны Лаурой Пулис и произведены Vex Clothing, компанией, специализирующейся на латексных костюмах.
Пулис рассказала, что вдохновением для образа Гаги был «футуристический научно-фантастический панк» и некий обобщённый «секс-символ с обложки альбома хэви-метала», в то время как для Гранде они "хотели сохранить стиль, который ей удобен, но при этом придерживаться футуристической темы видео. Макияж певиц сделала Сара Танно, которая использовала продукты из «Haus Laboratories» и «хотела, чтобы образы выглядели мощными, попсовыми, с примесью опасного бунта».
Хореограф Ричард Джексон стремился разработать хореографию, которая поднимала настроение и легко воссоздавалась бы для тех, кто её смотрит. Он добавил, что ему очень понравился процесс, потому что он «смог поработать и с Гагой, и с Арианой и разработать их танцы, основываясь на их индивидуальных артистических особенностях, уникальных сходствах и различиях, а также на том, как каждый из них спел свои части лирики».
Перед выпуском видео Гага рассказала Зейну Лоу из Apple Music (Beats 1) о работе с Гранде над видео, сказав, что «она была настолько открыта для того, чтобы пробовать делать то, чего раньше не делала».
Его снял известный кинорежиссёр Роберт Родригес, который ранее уже работал вместе с Леди Гагой над фильмами «Мачете убивает» (2013) и «Город грехов 2: Женщина, ради которой стоит убивать» (2014).
Официальное музыкальное видео «Rain on Me» впервые вышло 22 мая 2020 года.
6 августа 2020 года Гага выпустила сорок восьмой эпизод своего веб-сериала Gagavision, в котором она и Гранде проводят репетиции и снимают музыкальное видео.

### Синопсис
Видео начинается с того, что Гага лежит на земле в позе, похожей на ту, что изображена на обложке её альбома Chromatica с ножом, воткнутым в бедро, который она позже вытаскивает
. Костюмы, использованные в клипе включают элементы домина в латексе и PVC. Гага появляется в розовом наряде и в ботинках на платформе, возглавляющей группу танцоров также одетых в розовое, как и в её предыдущем видео для «Stupid Love». В то время как Гранде одета в пурпурный наряд и «блестящую черную металлик мини-юбку с крыльями бабочки на спине», со своей соответствующей группой танцоров в такой же пурпурной расцветке. Все они танцуют на гигантской арене во время ливня с падающими с неба кинжалами. В какой-то момент ролика певицы демонстрируют свои прически.
Видео также показывает «крупные планы Гаги под дождём, льющим в её лицо», и сцену, в которой две исполнительницы держатся за руки, каждая с длинными прядями волос, порхающими на ветру позади них. Видео заканчивается кадром двух вокалисток, обнимающих друг друга.

### Отзывы
Как и сама песня, музыкальное видео получило положительные отзывы критиков: Эми Маккельден из Harper's Bazaar, Эрин Вандерхуф из Vanity Fair, Стефани Ван из Nylon.
Брендан Ветмор из журнала Paper считает, что видео «одинаково блестяще», как и сам сингл, «помещая две иконы танцевальной поп-музыки 2010-х годов рядом друг с другом, танцующих под дождем».
Джордж Гриффитс из газеты Metro назвал клип «катарсическим […] триумфом». Другие критики и рецензенты нашли сходство и некоторое вдохновение в видео от фильма Бегущий по лезвию Ридли Скотта (1981) и видеоигр Mortal Kombat и Bayonetta.

## Награды и номинации
| Год  | Организация                        | Награда                                 | Результат | Ссылка  |
| ---- | ---------------------------------- | --------------------------------------- | --------- | ------- |
| 2020 | American Music Awards              | Collaboration of the Year               | Номинация | [ 100 ] |
| 2020 | American Music Awards              | Favorite Music Video                    | Номинация | [ 100 ] |
| 2020 | BreakTudo Awards                   | International Music Video               | Номинация | [ 101 ] |
| 2020 | LOS40 Music Awards                 | Best International Music Video          | Номинация | [ 102 ] |
| 2020 | MTV Europe Music Awards            | Best Video                              | Номинация | [ 103 ] |
| 2020 | MTV Europe Music Awards            | Best Song                               | Номинация | [ 103 ] |
| 2020 | MTV Europe Music Awards            | Best Collaboration                      | Номинация | [ 103 ] |
| 2020 | MTV Millennial Awards Brazil       | Global Hit                              | Победа    | [ 104 ] |
| 2020 | MTV Millennial Awards Brazil       | International Collaboration             | Номинация | [ 104 ] |
| 2020 | MTV Video Music Awards             | Video of the Year                       | Номинация | [ 105 ] |
| 2020 | MTV Video Music Awards             | Song of the Year                        | Победа    | [ 105 ] |
| 2020 | MTV Video Music Awards             | Best Collaboration                      | Победа    | [ 105 ] |
| 2020 | MTV Video Music Awards             | Best Pop                                | Номинация | [ 105 ] |
| 2020 | MTV Video Music Awards             | Best Cinematography                     | Победа    | [ 105 ] |
| 2020 | MTV Video Music Awards             | Best Visual Effects                     | Номинация | [ 105 ] |
| 2020 | MTV Video Music Awards             | Best Choreography                       | Номинация | [ 105 ] |
| 2020 | NRJ Music Awards                   | International Collaboration of the Year | Победа    | [ 106 ] |
| 2020 | NRJ Music Awards                   | Music Video of the Year                 | Номинация | [ 106 ] |
| 2020 | People’s Choice Awards             | Song of 2020                            | Номинация | [ 107 ] |
| 2020 | People’s Choice Awards             | Collaboration of 2020                   | Номинация | [ 107 ] |
| 2020 | People’s Choice Awards             | Music Video of 2020                     | Номинация | [ 107 ] |
| 2021 | Billboard Music Awards             | Top Dance/Electronic Song               | Номинация | [ 108 ] |
| 2021 | BMI Pop Awards                     | Most-Performed Songs of the Year        | Победа    | [ 109 ] |
| 2021 | Grammy Awards                      | Best Pop Duo/Group Performance          | Победа    | [ 110 ] |
| 2021 | iHeartRadio Music Awards           | Dance Song of the Year                  | Номинация | [ 111 ] |
| 2021 | iHeartRadio Music Awards           | Best Music Video                        | Номинация | [ 111 ] |
| 2021 | iHeartRadio Music Awards           | Favorite Music Video Choreography       | Номинация | [ 111 ] |
| 2021 | MYX Music Awards                   | Favorite International Video            | Номинация | [ 112 ] |
| 2021 | Nickelodeon Kids' Choice Awards    | Favorite Music Collaboration            | Номинация | [ 113 ] |
| 2021 | Queerties Awards                   | Anthem                                  | Победа    | [ 114 ] |
| 2021 | Rockbjörnen                        | Foreign Song of the Year                | Номинация | [ 115 ] |
| 2021 | RTHK International Pop Poll Awards | Top Ten International Gold Songs        | Победа    | [ 116 ] |

## Список треков и форматов
| №  | Название     | Длительность |
| -- | ------------ | ------------ |
| 1. | «Rain on Me» | 3:02         |

| №  | Название     | Длительность |
| -- | ------------ | ------------ |
| 1. | «Rain on Me» | 3:39         |

| №  | Название                    | Длительность |
| -- | --------------------------- | ------------ |
| 1. | «Rain on Me»                | 3:39         |
| 2. | «Rain on Me» (Instrumental) | 3:42         |

| №  | Название                    | Длительность |
| -- | --------------------------- | ------------ |
| 1. | «Rain on Me» (Instrumental) | 3:42         |

## Хит-парады
| Чарт (2020)                                | Высшая позиция |
| ------------------------------------------ | -------------- |
| Австралия (ARIA)                           | 2              |
| Австрия (Ö3 Austria Top 40)                | 8              |
| Бельгия/Фландрия (Ultratop 50)             | 5              |
| Бельгия/Валлония (Ultratop 50)             | 10             |
| Бразилия (Top 100 Brasil)                  | 46             |
| Бразилия (UBC)                             | 2              |
| Болгария (PROPHON)                         | 2              |
| Канада (Billboard Canadian Hot 100)        | 1              |
| Канада (Billboard AC)                      | 1              |
| Канада (Billboard CHR/Top 40)              | 2              |
| Канада (Billboard Hot AC)                  | 1              |
| СНГ (TopHit Airplay)                       | 3              |
| Хорватия (HRT)                             | 1              |
| Чехия (Rádio — Top 100)                    | 7              |
| Чехия (Singles Digitál Top 100)            | 4              |
| Дания (Tracklisten)                        | 14             |
| Эстония (Eesti Tipp-40)                    | 2              |
| Европа (Digital Song Sales, Billboard)     | 1              |
| Финляндия (Suomen virallinen lista)        | 4              |
| Франция (SNEP)                             | 12             |
| Германия (GfK)                             | 9              |
| Греция (IFPI)                              | 1              |
| Венгрия (Rádiós Top 40)                    | 5              |
| Венгрия (Single Top 40)                    | 1              |
| Венгрия (Stream Top 40)                    | 4              |
| Исландия (Tonlist)                         | 24             |
| Ирландия (IRMA)                            | 1              |
| Израиль (Media Forest)                     | 1              |
| Италия (FIMI)                              | 5              |
| Япония (Billboard Japan Hot 100)           | 8              |
| Латвия (Latvijas Top 40)                   | 1              |
| Нидерланды (Dutch Top 40)                  | 7              |
| Нидерланды (Single Top 100)                | 9              |
| Новая Зеландия (Recorded Music NZ)         | 2              |
| Норвегия (VG-lista)                        | 7              |
| Польша (Polish Airplay Top 100)            | 3              |
| Португалия (AFP)                           | 5              |
| Россия (TopHit)                            | 3              |
| Шотландия (OCC Scotland)                   | 1              |
| Сингапур (RIAS)                            | 1              |
| Словакия (Rádio — Top 100)                 | 17             |
| Словакия (Singles Digitál Top 100)         | 4              |
| Испания (PROMUSICAE)                       | 8              |
| Швеция (Sverigetopplistan)                 | 8              |
| Швейцария (Schweizer Hitparade)            | 5              |
| Великобритания (OCC UK Singles)            | 1              |
| США (Billboard Hot 100) ·                  | 1              |
| США (Billboard Adult Contemporary)         | 11             |
| США (Billboard Adult Pop Airplay)          | 3              |
| США (Billboard Hot Dance/Electronic Songs) | 1              |
| США (Billboard Pop Airplay)                | 10             |
| США Rolling Stone Top 100                  | 1              |

| Чарт (2020)                                 | Позиция |
| ------------------------------------------- | ------- |
| Великобритания (UK Singles (OCC)            | 17      |
| США (Billboard Hot 100)                     | 48      |
| США (Adult Contemporary, Billboard)         | 22      |
| США (Adult Top 40, Billboard)               | 10      |
| США (Hot Dance/Electronic Songs, Billboard) | 3       |
| США (Mainstream Top 40, Billboard)          | 40      |

| Чарт (2021)                                 | Позиция |
| ------------------------------------------- | ------- |
| Мир (Global 200, Billboard)                 | 123     |
| Великобритания (UK Singles (OCC)            | 99      |
| США (Adult Contemporary, Billboard)         | 27      |
| США (Hot Dance/Electronic Songs, Billboard) | 7       |

## Сертификации
| Регион | Сертификация  | Продажи    |
| --- | ------------- | ---------- |
| Австралия (ARIA) | 2× Платиновый | 140 000    |
| Бельгия (BEA) | Платиновый    | 40 000     |
| Канада (Music Canada) | 2× Платиновый | 160 000    |
| Дания (IFPI Danmark) | Платиновый    | 90 000     |
| Франция (SNEP) | Золотой       | 100 000    |
| Германия (BVMI) | Золотой       | 200 000    |
| Италия (FIMI) | Платиновый    | 70 000     |
| Новая Зеландия (RMNZ) | Платиновый    | 30 000     |
| Норвегия (IFPI Norway) | 2× Платиновый | 120 000    |
| Польша (ZPAV) | 3× Платиновый | 150 000    |
| Португалия (AFP) | Платиновый    | 10 000     |
| Испания (PROMUSICAE) | Платиновый    | 60 000     |
| Великобритания (BPI) | 2× Платиновый | 1,300,000  |
| США (RIAA) | 2× Платиновый | 2 000 000  |
| Стриминг |               |            |
| Япония (RIAJ) | Золотой       | 50 000 000 |
| Швеция (GLF) | Платиновый    | 8 000 000  |
| Данные о продажах + прослушиваниях приведены только на основе сертификации. · Данные только о прослушиваниях приведены на основе сертификации. |               |            |

## История релиза
| Регион         | Дата        | Формат                     | Версия           | Лейбл                                                   | Ссылка      |
| -------------- | ----------- | -------------------------- | ---------------- | ------------------------------------------------------- | ----------- |
| Разные         | 22 мая 2020 | Цифровые загрузки стриминг | Оригинал         | Interscope                                              | [ 4 ] [ 5 ] |
| Австралия      | 22 мая 2020 | Contemporary hit radio     | Оригинал         | Interscope Geffen A&M Universal Music Australia [англ.] | [ 200 ]     |
| Великобритания | 22 мая 2020 | Contemporary hit radio     | Оригинал         | Interscope                                              | [ 201 ]     |
| Великобритания | 23 мая 2020 | Adult contemporary         | Оригинал         | Interscope                                              | [ 202 ]     |
| США            | 25 мая 2020 | Adult contemporary         | Оригинал         | Interscope                                              | [ 203 ]     |
| США            | 26 мая 2020 | Contemporary hit radio     | Оригинал         | Interscope                                              | [ 204 ]     |
| Разные         | 2020        | Винил CD кассета           | Оригинал         | Interscope                                              | [ 119 ]     |
| Разные         | 2020        | Цифровые загрузки          | Инструментальная | Interscope                                              | [ 120 ]     |